# Goodenia scaevolina
Goodenia scaevolina är en tvåhjärtbladig växtart som beskrevs av Ferdinand von Mueller. Goodenia scaevolina ingår i släktet Goodenia och familjen Goodeniaceae. Inga underarter finns listade i Catalogue of Life.